# Arkesíni
Arkesíni, en grec moderne : Αρκεσίνη, est un village sur l'île d'Amorgós, dans les Cyclades, en Grèce.
Selon le recensement de 2011, la population du village compte 106 habitants.